# Yamba Asha
João Osvaldo Yamba Asha (* 31. Juli 1978 in Luanda), auch in der Schreibweise Yamba Asha oder kurz Yamba bekannt, ist ein ehemaliger angolanischer Fußballspieler auf der Position eines Linksverteidigers. Er war zuletzt bei Recreativo Caála und in der Angolanischen Fußballnationalmannschaft aktiv.

## Karriere

### Verein
Die Karriere auf Vereinsebene begann Yamba Asha beim damaligen angolanischen Erstligisten Primeiro de Maio in Benguela, für den er bis 1996 aktiv war. 1997 wechselte er zum Ligakonkurrenten Atlético Aviação nach Luanda. Hier verbrachte er die erfolgreichste Zeit seiner Karriere. Unter Trainer Bernardino Pedroto gewann er 2002 seine erste angolanische Meisterschaft. Ein Jahr später gelang das Double aus Supercup und Meisterschaft. Bis zum Ende der Saison 2006 gewann er mit den Verein drei weitere Supercups, eine Meisterschaft und ein Ligapokal. 2006 verließ er Angola in Richtung Schweden und schloss sich Östers IF in der Fotbollsallsvenskan an. Nach nur einer Saison kehrte er in seine angolanische Heimat zurück und schloss sich Atlético Petróleos in Luanda an. Hier gewann er in den Jahren 2008 und 2009 erneut die angolanische Meisterschaft. Es folgten kurze Stationen beim Hauptstadtclub Benfica de Luanda und den Domant FC in Bula Atumba. Bei Benfica gewann er mit den Taça 2014 seinen letzten Vereinstitel als Spieler. Seine Karriere ließ er ab 2015 bei Recreativo Caála in Huambo ausklingen und wechselte nach den Karriereende in den Trainerstab des Vereins.

### Nationalmannschaft
Sein Debüt für die Angolanische Fußballnationalmannschaft gab Yamba Asha am 9. April 2000 im Rahmen der Weltmeisterschafts-Qualifikation gegen die Mannschaft aus Eswatini. 2001 gewann er im Finale des COSAFA Cup gegen die Auswahl von Simbabwe seinen ersten internationalen Titel. Er war Teil der Mannschaft die 2004 den bis heute letzten Titel der Angolanischen Nationalmannschaft gewinnen konnte und wurde zum besten Spieler des Turniers gewählt. In der Qualifikation zur Weltmeisterschaft 2006 war er der einzige angolanische Spieler, der alle zwölf Spiele bestritt. Nach dem letzten Qualifikationsspiel gegen die Auswahl von Ruanda, am 8. Oktober 2005, fiel sein Dopingtest positiv aus. Die FIFA sperrte ihn daraufhin für neun Monate. Stammspieler Yamba Asha verpasste dadurch die Teilnahme am Afrika-Cup in Ägypten und der Weltmeisterschaft in Deutschland. Seinen letzten Einsatz im Trikot der Nationalmannschaft absolvierte er am 14. Oktober 2009 im Freundschaftsspiel gegen die Kamerunische Fußballnationalmannschaft. Mit 77 A-Länderspielen belegt er hinter Torjäger Akwá Platz 5 der ewigen Einsätze für Angola.

### Erfolge
Angolanischer Meister: 2002, 2003, 2004, 2008, 2009

Angolanischer Pokalsieger: 2005

Angolanischer Supercupsieger: 2003, 2004, 2005, 2006

COSAFA Cup: 2001, 2004